# Isaurinha Garcia
Isaura Garcia, detta Isaurinha, nota anche con lo pseudonimo di Personalíssima (San Paolo, 26 febbraio 1923 – San Paolo, 30 agosto 1993), è stata una cantante brasiliana.
Viene considerata una delle interpreti più importanti nella storia della musica brasiliana del ventesimo secolo, avendo spaziato dalla samba al jazz, fino alla Bossa Nova. Alcuni critici l'hanno anche paragonata a Édith Piaf, forti della sua carriera di oltre cinquant'anni, durante i quali ha potuto vantare oltre trenta successi, grazie a cui nel 2016 è stata insignita nell'Ordine del Merito Culturale (OMC) del Brasile.
Fu sposata con il musicista Walter Wanderley.

## Biografia
Isaura nacque a Brás, il quartiere operaio di San Paolo (Brasile), dal portoghese Manuel Garcia e da Amelia Pancetti, italo-brasiliana originaria di Retignano (Toscana). Uno dei suoi zii è stato il famoso pittore Giuseppe "José" Pancetti, considerato uno dei migliori paesaggisti modernisti del paese.
Prima di diventare famosa, Isaura cantava nel cortile di casa mentre aiutava la madre a lavare i panni, così come nel bar del padre esibendosi tra i tavoli. Ancora adolescente, nel 1936 venne scelta da Rádio Cultura per interpretare una canzone di Aurora Miranda.
La sua carriera, tuttavia, cominciò nel 1938 quando prese parte ad un concorso organizzato dal programma Qua-qua-qua-quarenta, in onda su Rádio Record e diretto da Otávio Gabus Mendes. Vinse il concorso classificandosi al primo posto con la canzone Camisa Listrada di Assis Valente e fu così assunta a tempo pieno dall'emittente di San Paolo. Agli inizi del suo percorso, disse di prendere ispirazione da Carmen Miranda e Aracy de Almeida e continuò a risiedere in Rua da Alegria, nello stesso quartiere dove era nata. Ancora poco conosciuta e con pochi mezzi finanziari, era costretta ogni volta a viaggiare con il tram o a raggiungere a piedi lo studio per le esibizioni, prima di diventare una cantante di successo per l'etichetta RCA/Columbia.
Negli anni Cinquanta incise canzoni per le colonne sonore di alcuni film, tra cui Carnaval em Lá Maior (1955), Vou Te Contá (1958) e Garotas e Samba (1957). Nel 1953 fu anche eletta "Regina" di Rádio Paulista ed iniziò un tour con varie tappe in Brasile.
Nel 1963 vinse il Troféu Roquette Pinto come miglior cantante.

## Omaggi
Nel 2003, in occasione del decimo anniversario dalla morte, le venne dedicata un'opera teatrale intitolata Isaurinhaː samba, jazz & bossa nova, interpretata da Rosamaria Murtinho. Sempre nel 2003 le furono dedicate altre opere teatrali. Nel 2013, invece, Sony Music Brasil lanciò un cofanetto commemorativo intitolato Isaurinha Garcia 90 Anos e contemporaneamente il governo statale di San Paolo, insieme al Segretario di Stato per la Cultura, pubblicò il libro Quando o carteiro chegou... Mensagem a Isaurinha Garcia. Recentemente, un musical a lei dedicato ha riscontrato un grande successo di pubblico e critica.

## Vita privata
A metà anni Cinquanta la cantante iniziò una relazione d'amore e professionale "intensa e turbolenta" con Walter Wanderley, fin quando lui non si trasferì negli Stati Uniti (1966) senza mai fare ritorno in Brasile. Nel 1963 Wanderley iniziò a frequentare Claudete Soares e lasciò Isaura, che "divenne irascibile" e prese ad andare "su tutte le emittenti radio-televisive per criticare Wanderley". La Garcia ottenne in seguito la separazione dal marito, da cui aveva avuto anche un figlio.